# Diego Martiñones
Diego Martiñones (Montevideo, Uruguay, 25 de enero de 1985)  es un exfutbolista, actual entrenador de fútbol uruguayo. Es ayudante técnico en Club Nacional de Fútbol de Primera División .

## Clubes
| Club                   | País      | Año             |
| ---------------------- | --------- | --------------- |
| Danubio                | Uruguay   | 2005-2008       |
| Tacuarembó             | Uruguay   | 2008            |
| Cobresal               | Chile     | 2009            |
| Central Español        | Uruguay   | 2010            |
| Blooming               | Bolivia   | 2011-2012       |
| Danubio                | Uruguay   | 2012            |
| Estudiantes Tecos      | México    | 2012-2013       |
| San Martín de San Juan | Argentina | 2013            |
| Danubio                | Uruguay   | 2014            |
| Talleres               | Argentina | 2014            |
| Racing                 | Uruguay   | 2015            |
| Villa Teresa           | Uruguay   | 2015            |
| Liverpool              | Uruguay   | 2016            |
| Torque                 | Uruguay   | 2016-2018       |
| Rampla Juniors         | Uruguay   | 2018            |
| Gimnasia y Esgrima (J) | Argentina | 2019            |
| Danubio Fútbol Club    | Uruguay   | 2019-2020       |
| Rampla Juniors         | Uruguay   | 2020-2021       |
| La Luz                 | Uruguay   | 2021            |
| Palermo (Rocha)        | Uruguay   | 2022-2023       |
| Progreso (Canelones)   | Uruguay   | 2023-Actualidad |

## Palmarés

### Torneos oficiales
| Título                                  | Club                 | País    | Año  |
| --------------------------------------- | -------------------- | ------- | ---- |
| Campeonato Uruguayo                     | Danubio              | Uruguay | 2007 |
| Campeonato Uruguayo                     | Danubio              | Uruguay | 2014 |
| Segunda División Profesional de Uruguay | Club Atlético Torque | Uruguay | 2017 |

Goleador